# Kristotomus masoni
Kristotomus masoni là một loài tò vò trong họ Ichneumonidae.